# Ісаак Дадлі Флетчер
Ісаак Дадлі Флетчер (англ. Isaac Dudley Fletcher; 1844—1917) — американський підприємець, колекціонер і благодійник. Збудував маєток, у якому від 1955 міститься Український Інститут Америки.
Був президентом Barrett Manufacturing Company, придбав велику колекцію творів мистецтва, яку заповідав музею Метрополітен.
За даними бібліотеки Фрік, йому належали роботи: «Давида, Гейнсборо, Рембрандта, Рейнольдса, Рубенса, Коро та Добіньї». «Робота Давида» це портрет Portrait of Charlotte du Val d'Ognes, роботи Марі-Деніз Вільє (помилку виправлено у 1995).
За заповітом Флетчера, велику суму грошей успадкував Флетчер фонд (Fletcher Fund), котрий займався придбанням цінних творів мистецтва. Окрім самої колекції, заповіт включав велику суму грошей для заснування фонду для придбання творів мистецтва. Згідно з путівником по музею 1994 року, кілька з перелічених картин були придбані через Фонд Флетчера, зокрема, портрет Хуана де Пареха.

## Заповіт Флетчера (1917)

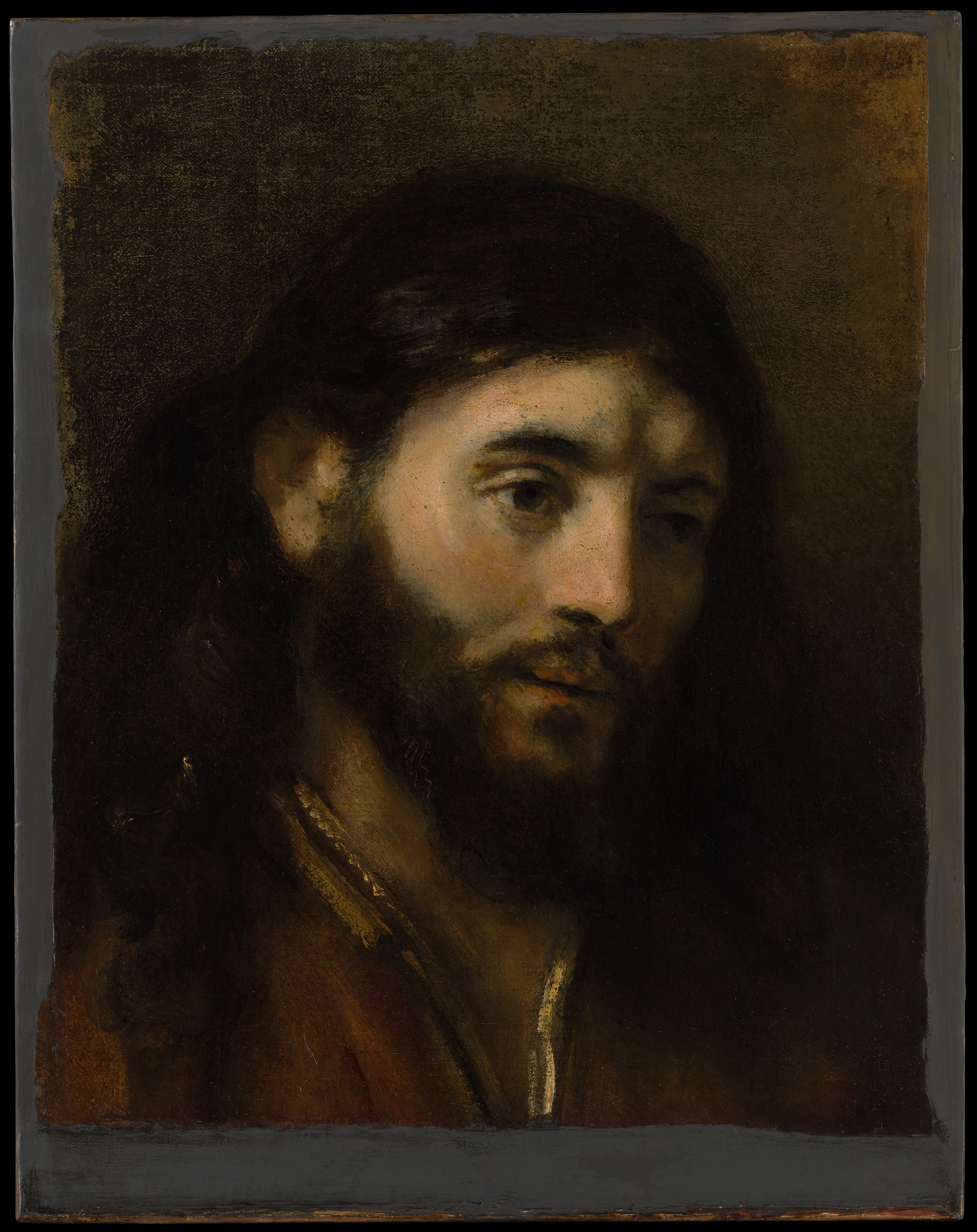
Голова Христа. Музей мистецтва Метрополітен.
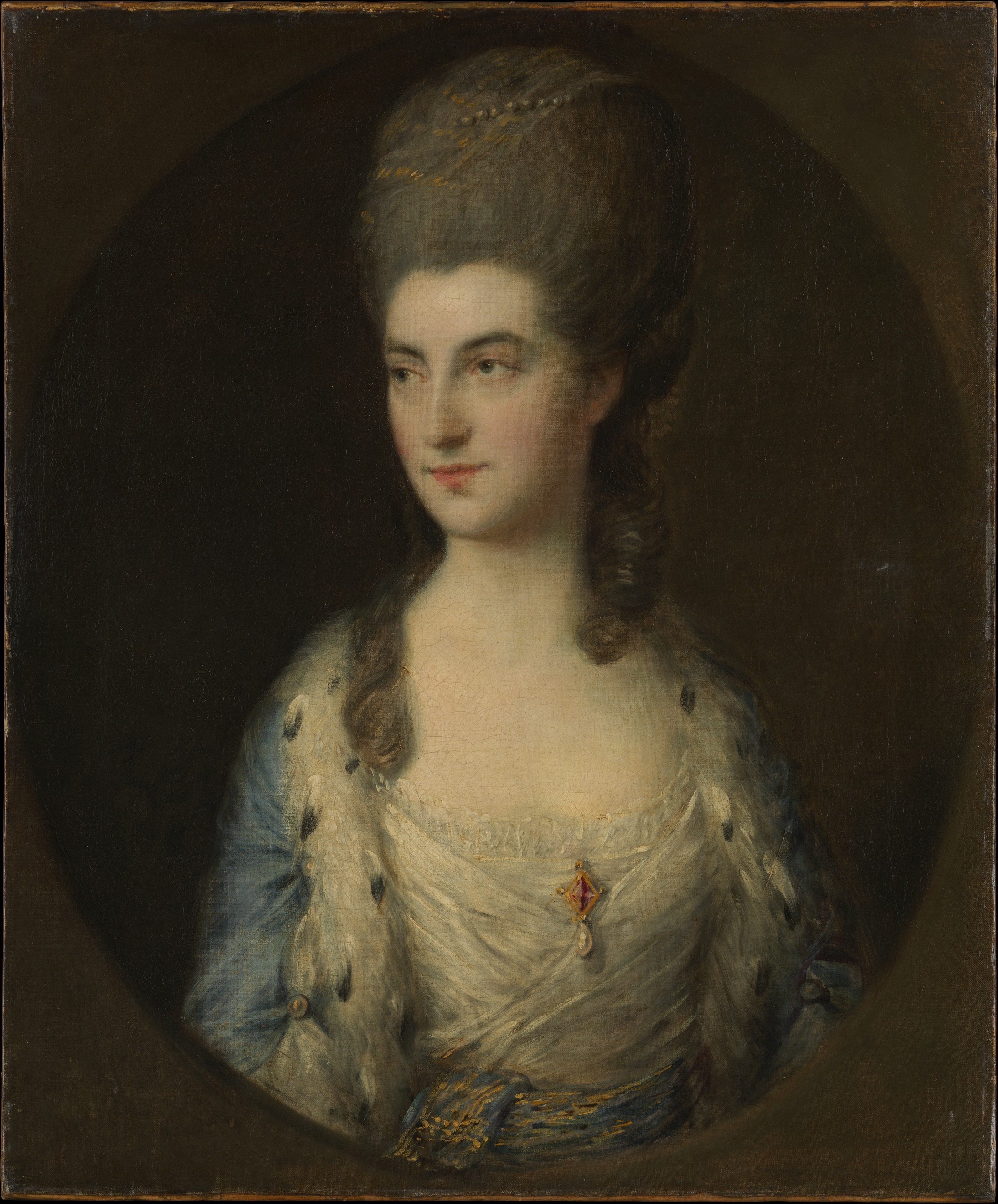
Портрет молодої жінки. Музей мистецтва Метрополітен.
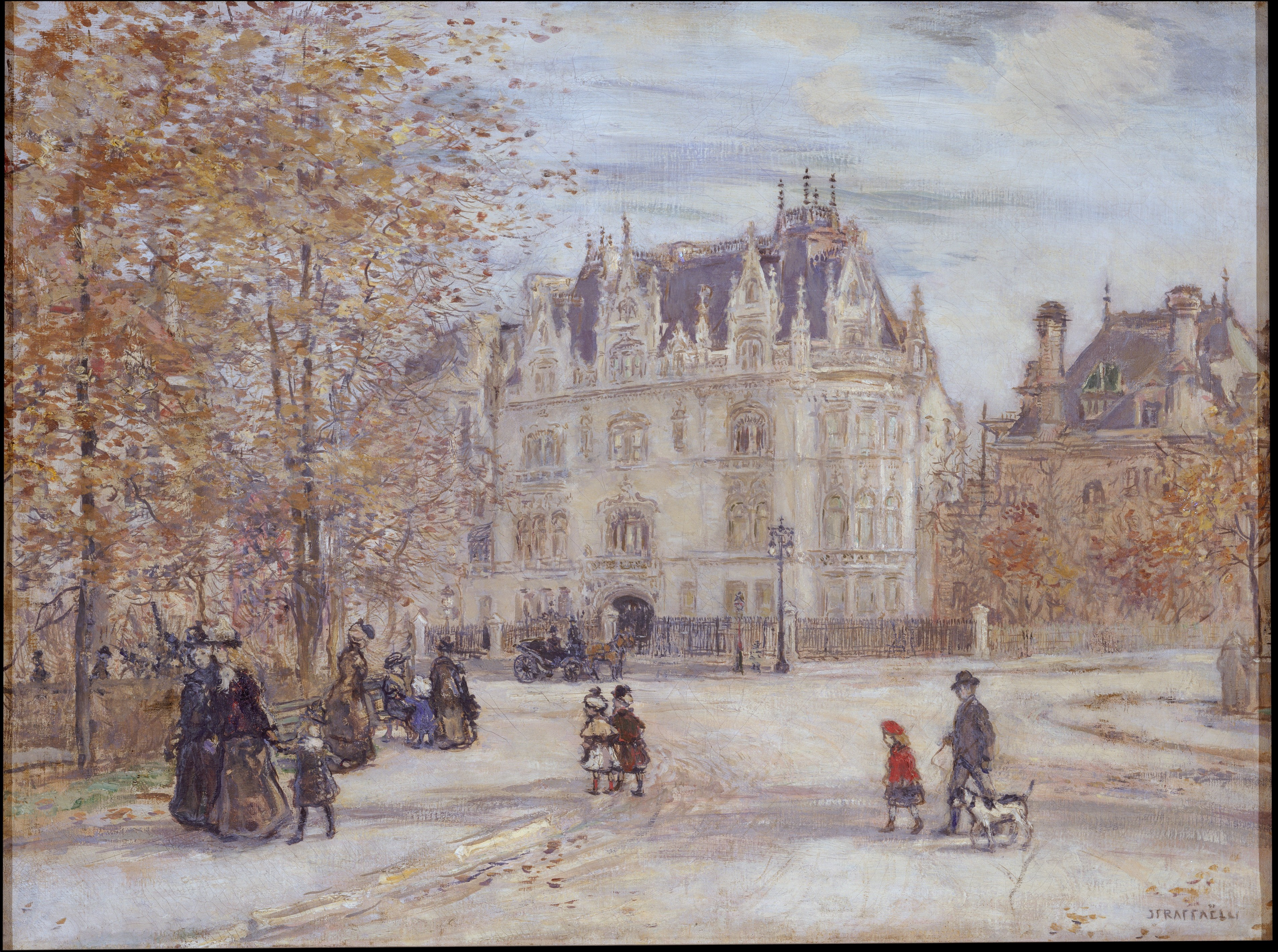
Маєток Флетчера. Музей мистецтва Метрополітен.
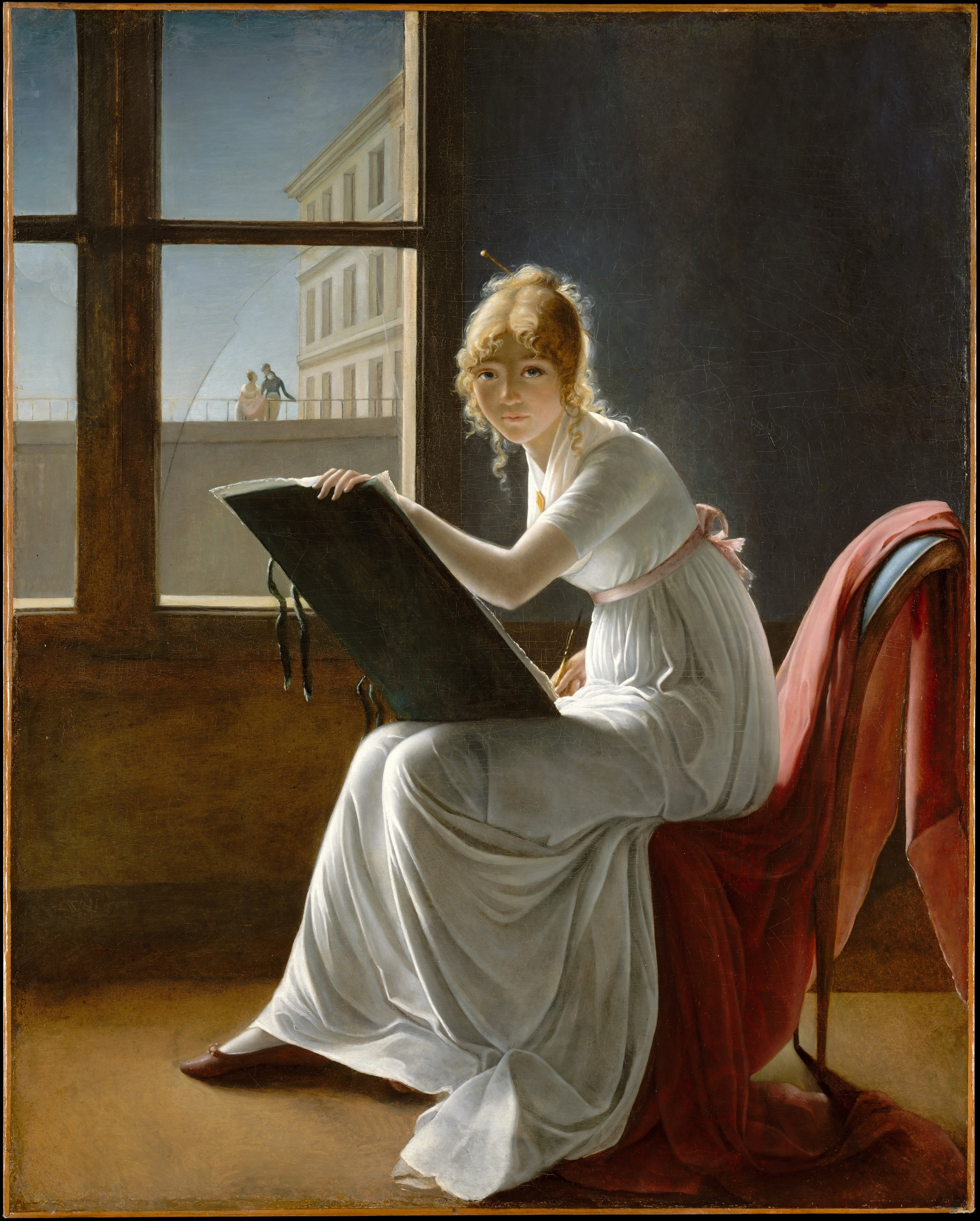
Молода дівчина, що малює. Музей мистецтва Метрополітен.
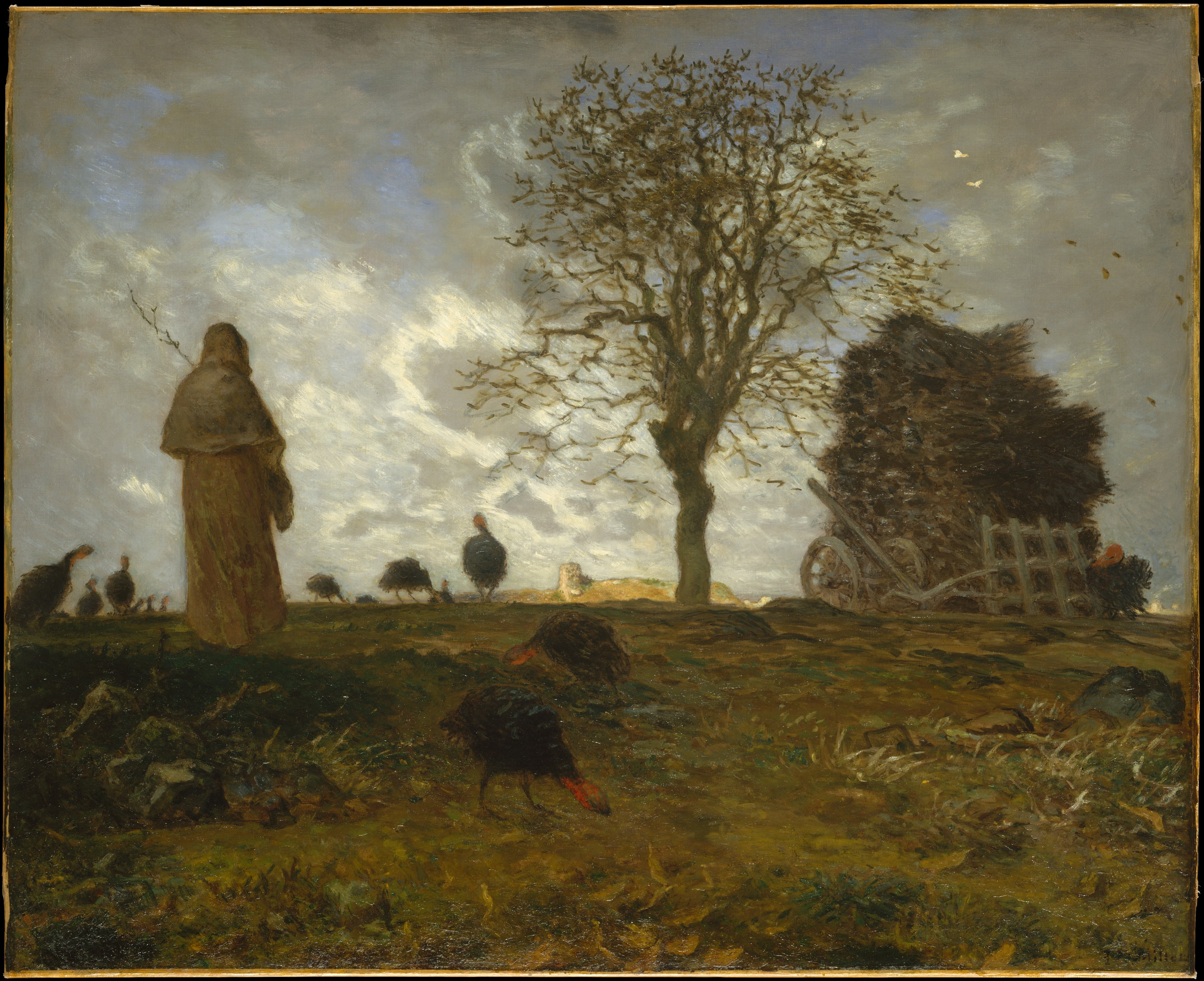
Осінній пейзаж. Музей мистецтва Метрополітен.
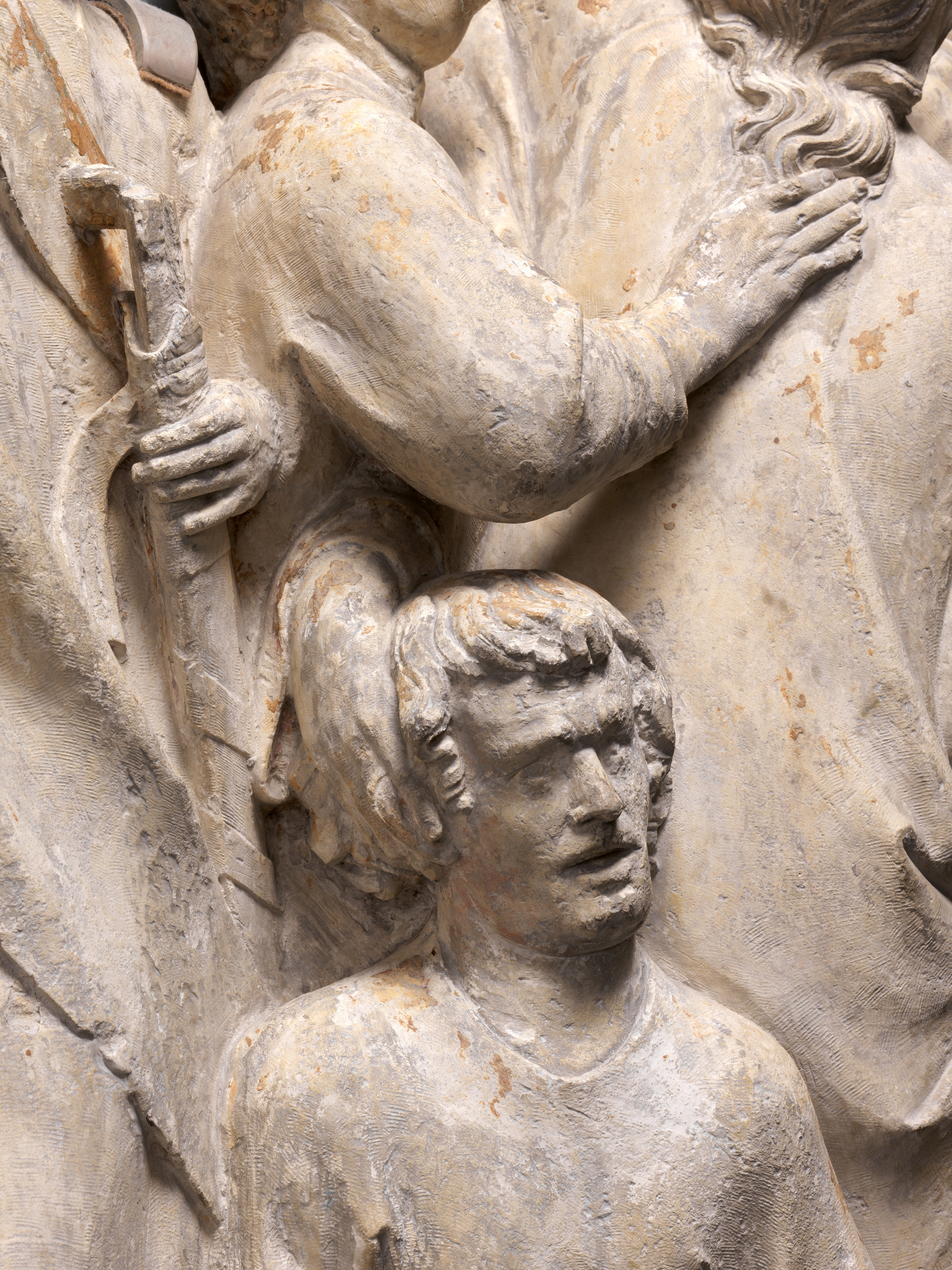
Зрада та арешт Христа. Музей мистецтва Метрополітен.

## Роботи, придбані Фондом

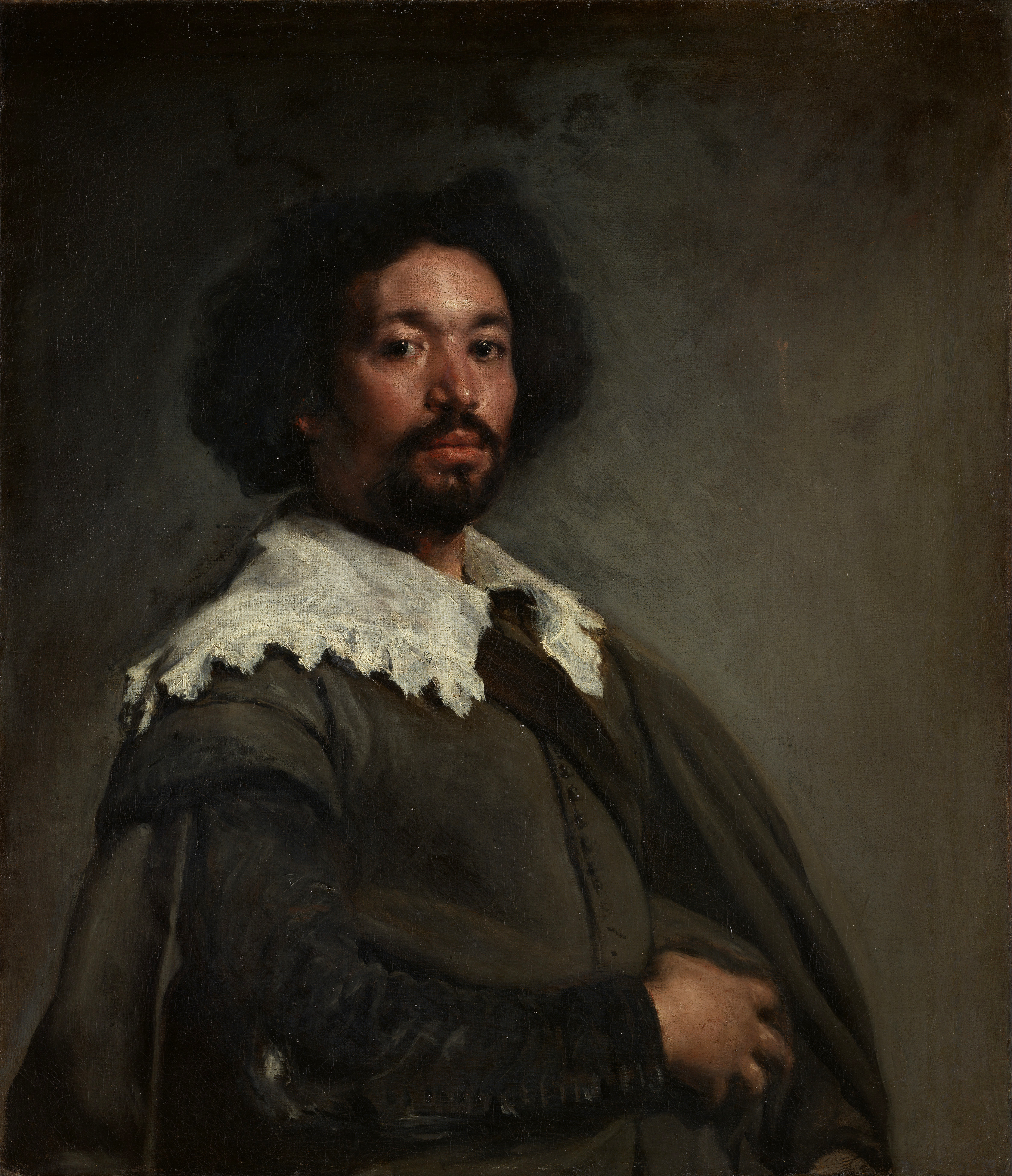
Дієго Веласкес. «Хуан де Пареха», 1650. Музей мистецтва Метрополітен.
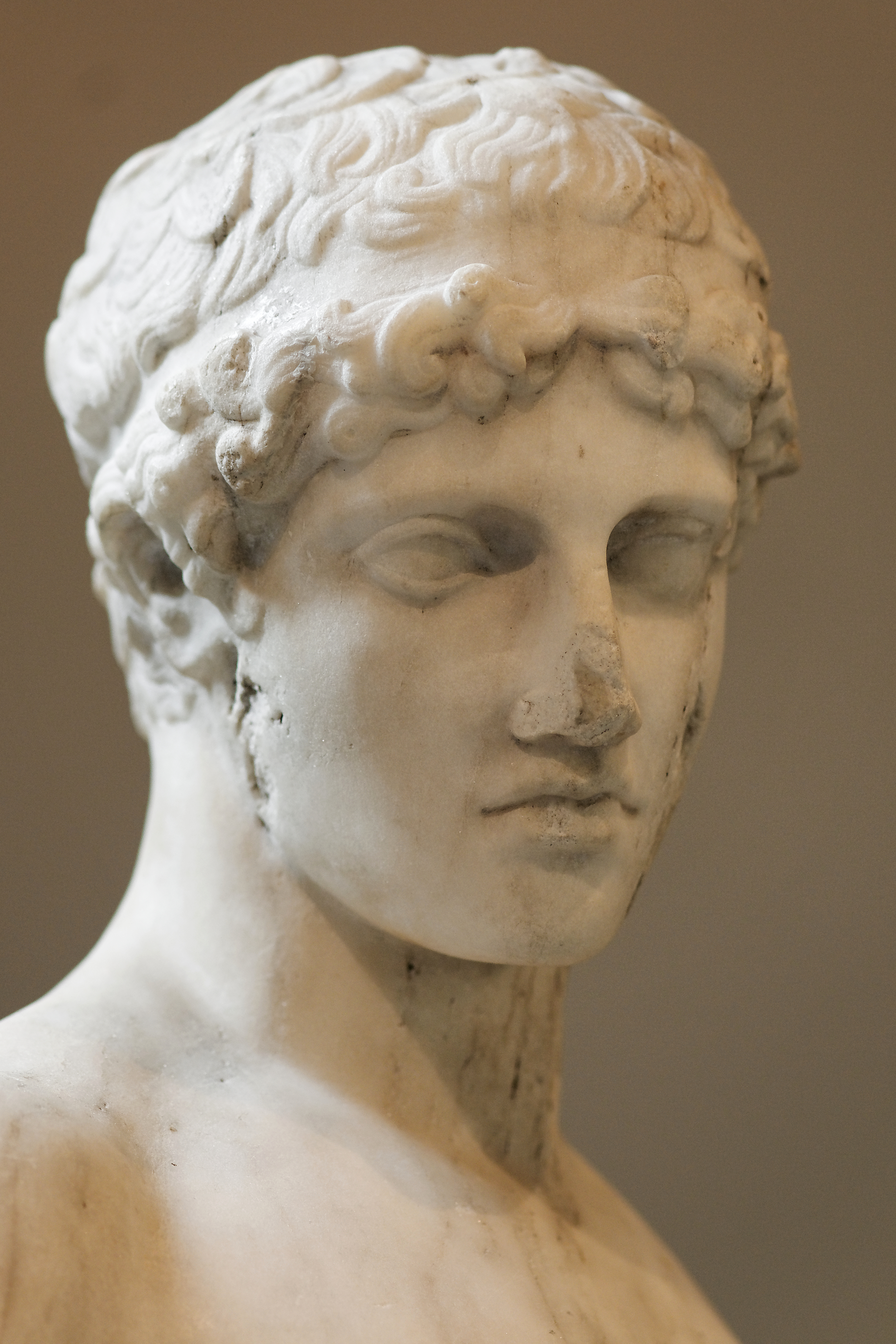
Молодість. Музей мистецтва Метрополітен.
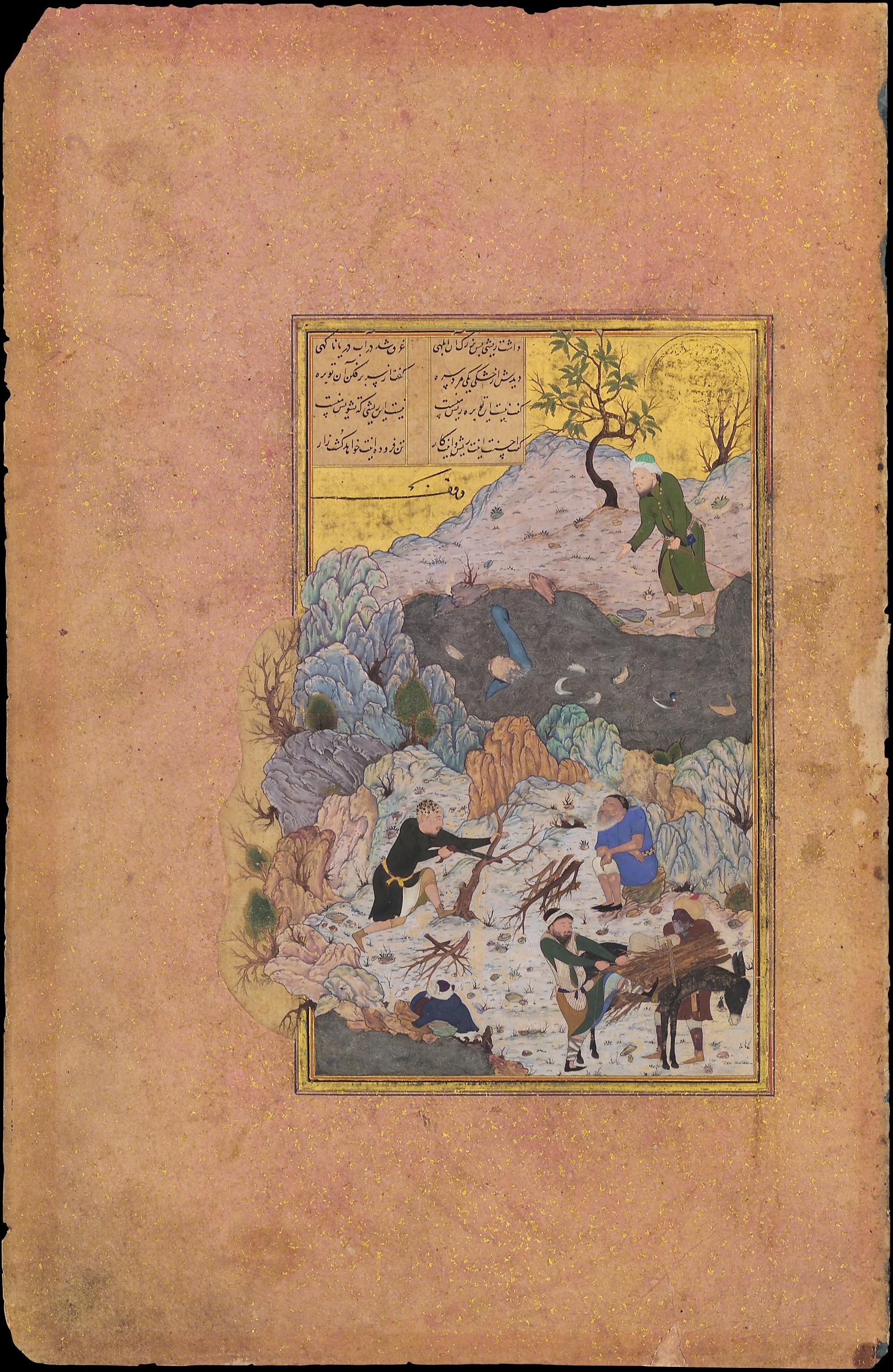
Чоловік, котрий впав у воду. Музей мистецтва Метрополітен.
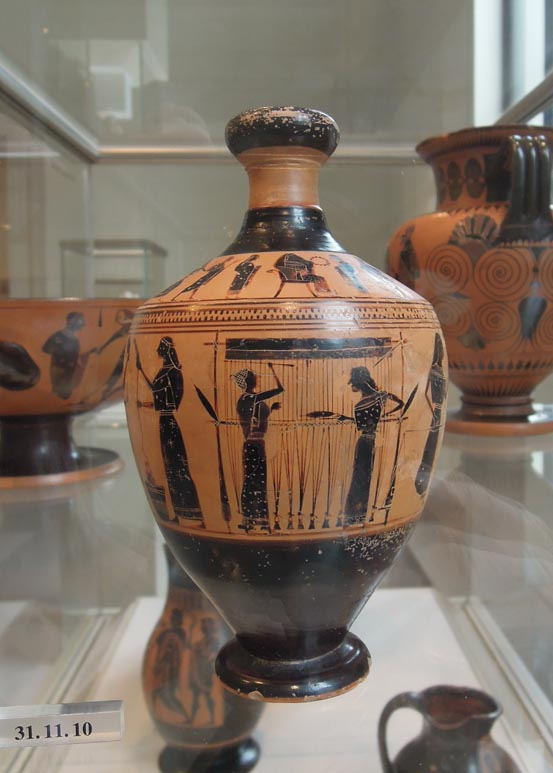
Ваза. Музей мистецтва Метрополітен.